# Biologia pesqueira

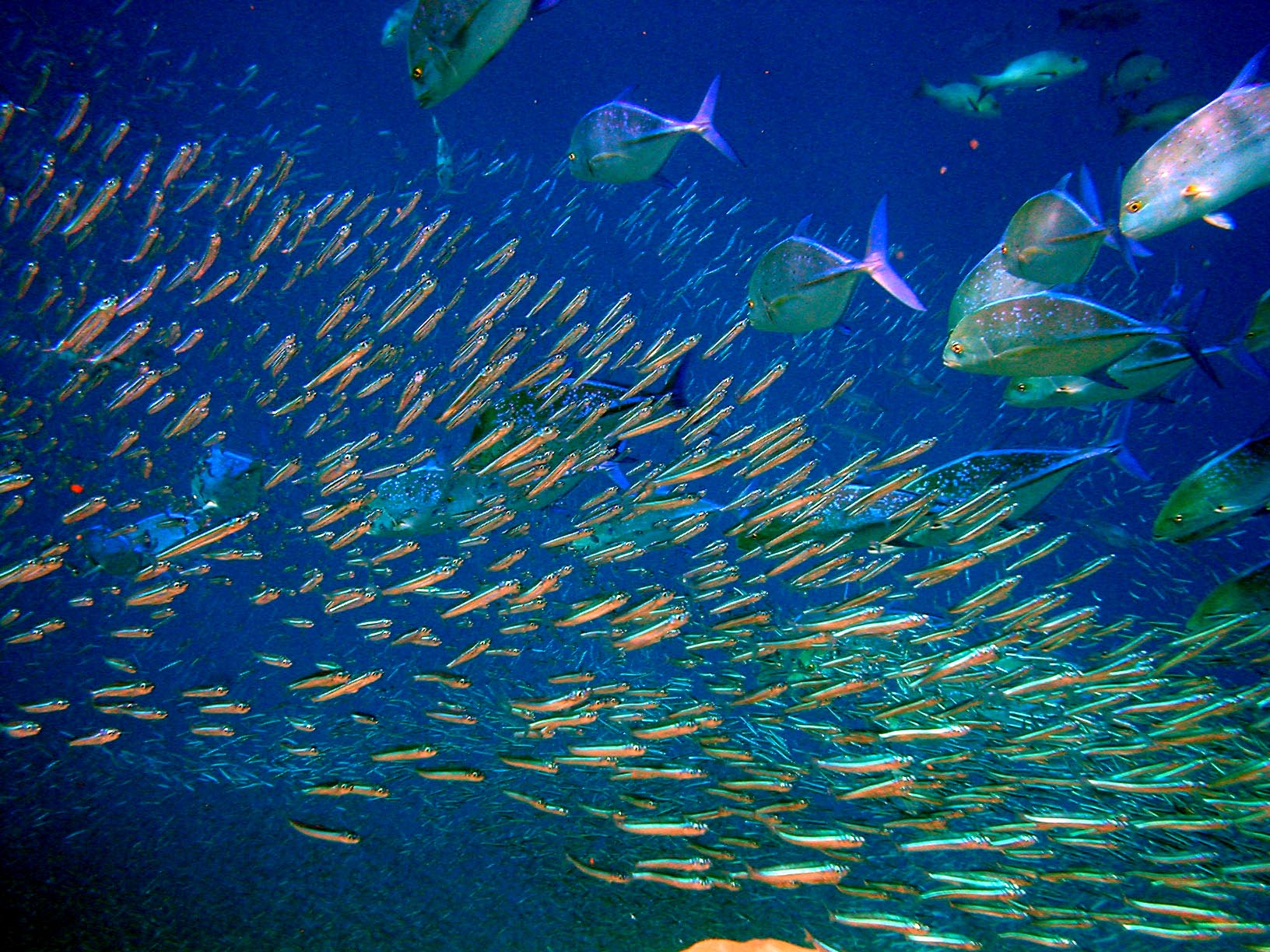
Uma foto subaquática tirada em Moofushi Kandu, Maldivas, mostrando um atum rabilho avaliando cardumes de anchovas

Biologia pesqueira é a disciplina das ciências pesqueiras que estuda as  pescarias do ponto de vista da biologia das espécies capturadas. O seu objectivo principal é fornecer aos pescadores, aos gestores de pescarias e ao público em geral, uma informação rigorosa sobre a quantidade máxima de cada espécie que pode ser capturada numa pescaria sem pôr em causa a sua sustentabilidade.
No entanto, os biólogos pesqueiros também se preocupam com outros aspectos que não têm uma utilidade tão imediata, como por exemplo, as relações tróficas entre diferentes espécies, os efeitos da pesca na biodiversidade.
Para este fim, os biólogos pesqueiros servem-se de várias disciplinas, desde a ecologia, a fisiologia, a biologia marinha, a sistemática, a matemática e outras.